# Katedra greckoprawosławna św. Mikołaja w Londynie
Katedra greckoprawosławna św. Mikołaja (ang. The Greek Orthodox Cathedral of Saint Nicholas) – katedra arcybiskupstwa Tiatyry i Wielkiej Brytanii Patriarchatu Konstantynopolitańskiego. Mieści się w londyńskiej dzielnicy Shepherd’s Bush, w gminie London Borough of Hammersmith and Fulham, przy ulicy Godolphin Road.
Katedra była pierwotnie kościołem anglikańskim pod wezwaniem św. Tomasza, zaprojektowanym przez A. W. Blomfelda i wybudowanym w latach 1882–1887. Po zredukowaniu kościołów w latach 60. XX wieku świątynia stała się greckoprawosławna, pod wezwaniem św. Mikołaja. Budowla nie posiada wieży,  jej strona zewnętrzna została wzniesiona głównie z żółtej cegły i jest dość prosta, w większości z oknami lancetowymi. Nawa główna jest wysoka, z clerestorium, prezbiterium jest nieco niższe. We wnętrzu znajdują się ikony, greckoprawosławne malowane dekoracje oraz bogato rzeźbiona ambona w stylu neobarokowym, która pochodzi z Belgii.